# Montague Tyrwhitt-Drake
Pour les articles homonymes, voir Tyrwhitt et Drake.
Montague William Tyrwhitt-Drake (20 janvier 1830-19 avril 1908) est un homme politique canadien de la Colombie-Britannique. Il est député provincial indépendant de la circonscription britanno-colombienne de Victoria City de 1882 à 1886.

## Biographie
Né à King's Walden dans le Hertfordshire en Angleterre, Tyrwhitt-Drake pratique le droit dès 1851. Il immigre en Colombie-Britannique en 1863 et s'installe à Victoria. Il siège au Conseil législatif de la Colombie-Britannique (en).
Nommé au barreau de la Colombie-Britannique en 1877, Tyrwhitt-Drake est maire de Victoria de 1876 à 1877. 
Membre du conseil exécutif de la province de 1882 à 1884, il est nommé au Conseil de la Reine en 1883. Il siège ensuite à la Cour suprême de la Colombie-Britannique de 1889 à 1904.
Tyrwhitt-Drake meurt à Victoria en avril 1908 à l'âge de 78 ans.